# Шайбина
Шайбина — река на полуострове Камчатка в России.
Название в переводе с юкагир. саабэ — лабаз, склад.
Протекает по территории Мильковского района Камчатского края. Длина реки 32 км.
Берёт истоки с восточных склонов безымянной горы высотой 919 м, на всём протяжении протекает вдоль левого борта невысоких сопок, справа от реки простирается низина. Впадает в Щапину слева на расстоянии 65 км от устья.
Притоки: Перевальный (слева), протока Медвежья.
По данным государственного водного реестра России относится к Анадыро-Колымскому бассейновому округу.
- Код водного объекта 19070000112120000014298